# Thế kỷ 5 TCN

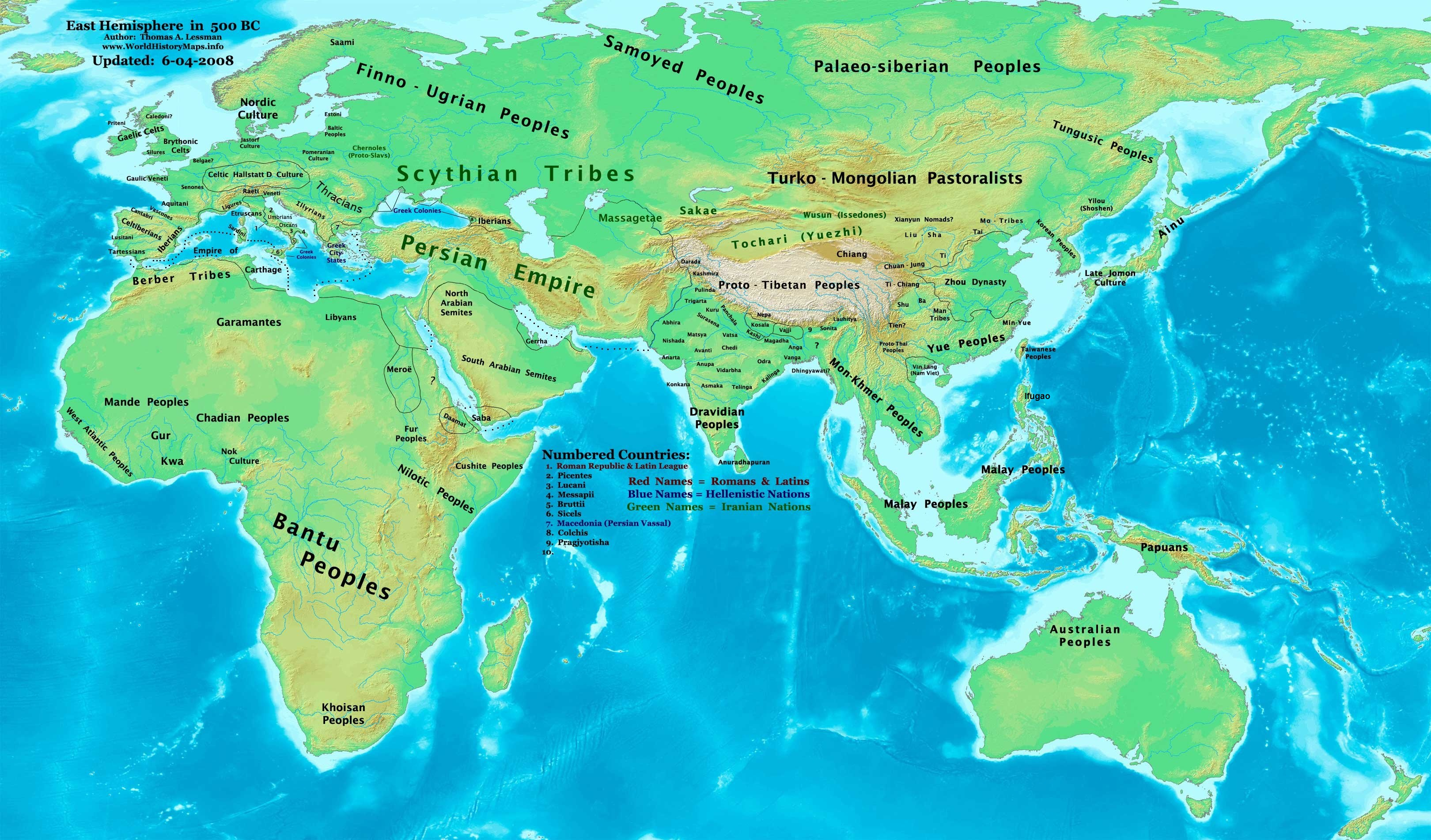
Bản đồ thế giới vào thế kỷ 5 TCN

Thế kỷ 5 TCN bắt đầu vào ngày đầu tiên của năm 500 TCN và kết thúc vào ngày cuối cùng của năm 401 TCN.